# Jan Błachnio
Jan Ryszard Błachnio (ur. 15 października 1944 w Przyłęku) – polski historyk, nauczyciel akademicki, poseł na Sejm IX i X kadencji.

## Życiorys
W 1974 ukończył studia na Katolickim Uniwersytecie Lubelskim. W okresie PRL pracował jako dziennikarz. W 1990 obronił doktorat, a w 1998 został doktorem habilitowanym nauk humanistycznych w zakresie filozofii, specjalizując się w historii filozofii. Zawodowo związany z uczelniami bydgoskimi, najpierw Wyższą Szkołą Pedagogiczną, następnie Uniwersytetem Kazimierza Wielkiego. Był profesorem w Instytucie Prawa, Administracji i Zarządzania Wydziału Administracji i Nauk Społecznych UKW. Wykładał na nim m.in. filozofię i logikę prawniczą. Był prezesem Polskiego Towarzystwa Oświaty Zdrowotnej i Pomocy Ludziom Niepełnosprawnym oraz zastępcą redaktora naczelnego „Tygodnika Polskiego”.
Należał do rady krajowej Patriotycznego Ruchu Odrodzenia Narodowego oraz rady wojewódzkiej tej organizacji w Bydgoszczy. Działał w koncesjonowanym przez władze Chrześcijańskim Stowarzyszeniu Społecznym. Należał do prezydium zarządu głównego oraz był przewodniczącym stowarzyszenia w Bydgoszczy. Z ramienia ChSS i Unii Chrześcijańsko-Społecznej sprawował w latach 1976–1990 mandat radnego Wojewódzkiej Rady Narodowej, a w okresie 1985–1991 posła IX i X kadencji Sejmu z okręgu Bydgoszcz. W trakcie sprawowania mandatu pełnił m.in. funkcję zastępcy przewodniczącego Komisji Kultury (IX kadencja) i Komisji Łączności z Polakami za Granicą (X kadencja). Ponadto w trakcie IX kadencji był sekretarzem Koła Poselskiego ChSS. W 1991 bez powodzenia ubiegał się o reelekcję z listy Ruchu Chrześcijańsko-Społecznego Przymierze. Po porażce w tych wyborach wycofał się z działalności politycznej.

## Wybrane publikacje
- Biblioteka Warszawska. Forum polskiej filozofii w latach 1841–1915, 1999
- Filozofia Seweryna Smolikowskiego a uniwersalizm końca XX wieku, 2000
- Idealizm niemiecki i filozofia narodowa w polskiej myśli chrześcijańskiej lat 1831–1863, 1994
- Poglądy filozoficzne Eleonory Ziemięckiej na tle sporów ideowych połowy XIX wieku, 1997
- Polskie inspiracje i wartości w nauczaniu Jana Pawła II, 1995
- System filozofii katolickiej „Przeglądu Poznańskiego”, 2001

## Odznaczenia
- Krzyż Oficerski Orderu Odrodzenia Polski (1989)
- Srebrny Krzyż Zasługi
- Medal 40-lecia Polski Ludowej (1984)[1]